# Associazione Sportiva Calcio Viareggio 1973-1974
Questa voce raccoglie le informazioni riguardanti l'Associazione Sportiva Calcio Viareggio nelle competizioni ufficiali della stagione 1973-1974.

## Stagione
Diciassettesima stagione di Serie C, III livello. L'allenatore scelto, più adatto per lavorare con i giovani, e una rosa di poca qualità fecero retrocedere, in serie D, all'ultima giornata, il Viareggio.

## Rosa
| N. |                   | Ruolo | Calciatore          |
| -- | ----------------- | ----- | ------------------- |
|    | Italia (bandiera) | A     | Michele Avino       |
|    | Italia (bandiera) | C     | Fabio Bertugelli    |
|    | Italia (bandiera) | P     | Roberto Biagini     |
|    | Italia (bandiera) | C     | Stefano Biagini     |
|    | Italia (bandiera) | A     | Fabrizio Brocchini  |
|    | Italia (bandiera) | A     | Dario Cavallito     |
|    | Italia (bandiera) | D     | Alberto Costantini  |
|    | Italia (bandiera) | C     | Eugenio Dinelli     |
|    | Italia (bandiera) | A     | Sergio Dossena      |
|    | Italia (bandiera) | C     | Riccardo Filippazzo |
|    | Italia (bandiera) | C     | Rodrigo Ghiandi     |

| N. |                   | Ruolo | Calciatore           |
| -- | ----------------- | ----- | -------------------- |
|    | Italia (bandiera) | C     | Rossano Giampaglia   |
|    | Italia (bandiera) | D     | Gianfranco Gritti    |
|    | Italia (bandiera) | D     | Piero Maggini        |
|    | Italia (bandiera) | C     | Pietro Noris         |
|    | Italia (bandiera) | D     | Mauro Perazzini      |
|    | Italia (bandiera) | C     | Pietro Pittofrati    |
|    | Italia (bandiera) | A     | Angelo Raffaelli     |
|    | Italia (bandiera) | A     | Vittorio Schifilliti |
|    | Italia (bandiera) | P     | Ugo Tani             |
|    | Italia (bandiera) | D     | Alberto Torrioni     |